# Orde van de Toren en het Zwaard

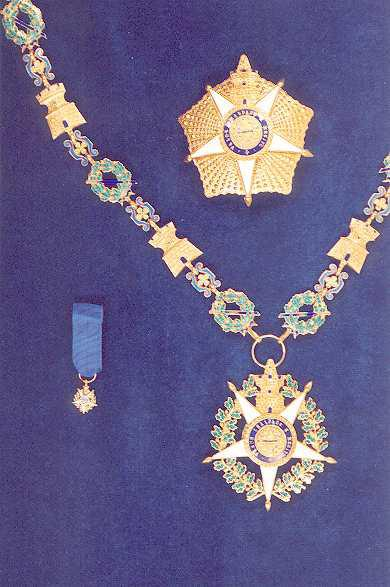
Kleinood, keten en ster van de orde

De Militaire Orde van de Toren en het Zwaard (Portugees: "Ordem Militar da Torre e Espada") is een Portugese koninklijke orde, die in 1459 door koning Alfons V in de door hem veroverde stad Fez gesticht.
Koning Johan VI hervormde de ridderorde in 1808. Deze diende nu ter beloning van:
- dapperheid op het slagveld,
- trouw en verdienste,
- burgermoed en
- verdienste voor de wetenschap.

De orde werd lange tijd niet verleend en raakte in vergetelheid. Toen het complete Portugese hof in 1808 voor Napoleon vluchtte en zich in het Portugese Brazilië vestigde werd de orde op 29 november 1808 door prins-regent Johan, later Johan VI van Portugal weer ingesteld. De koning had behoefte aan een onderscheiding die hij ook aan protestanten kon verlenen. 
In 1832 hervormde koning Peter IV van Portugal, hertog van Braganza, de orde die nu de "Oude en Meest Nobele Orde van de Toren en het Zwaard voor Moed, Trouw en Verdienste" heette.
Van 1843 tot 1891 bestond ook in het Keizerrijk Brazilië een Orde van de Toren en het Zwaard.
De Portugese orde werd ook aan vreemdelingen verleend en het aantal benoemingen was in de statuten van de Orde opengelaten. 
De koning was grootmeester en verder waren er:
- een grootcommandeur (de Portugese kroonprins)
- drie grootofficieren, dit zijn de hoofdcommandeur, de schatbewaarder, de kanselier en de grootvaandeldrager.
- Grootkruisen
- Grootofficieren (sinds 1910)
- Commandeurs
- Officieren (sinds 1910)
- Ridders

Het kleinood van de orde was een vijfpuntige witte ster met een medaillon waarop een zwaard in een lauwerkrans. Op de ring de ordespreuk: "PELO REI E PELO LEI" (Portugees voor: "voor Koning en Wet"). Als verhoging diende een puntige gouden toren met kantelen.
Het lint van de orde is blauw en de ridders en officieren droegen daarop een smalle gouden gesp.
Bijzonder aan de Portugese ridderorden is dat alle rangen op feestdagen een kleine keten van hun orde dragen. De keten van de ridders is van zilver, de andere rangen dragen een gouden keten.

## De Portugese orde in deze tijd

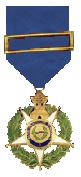
Het kleinood van een Ridder in de Orde.

Na de val van de monarchie in 1910 werd de orde, nu "Ordem Militar da Torre e Espada, do Valor, Lealdade e Mérito" de enige orde van de Portugese Republiek. De orde wordt nu alleen voor moed, op het slagveld of elders, verleend. Voor koningin Elizabeth van Groot-Brittannië, koning Juan Carlos van Spanje en de voormalige Portugese presidenten Eanes en Soarez zijn uitzonderingen op deze regel gemaakt. Ook de held van de " Anjerrevolutie", generaal de Spínola is in de orde opgenomen.
De Portugese president is de grootmeester van de orde en de huidige statuten dateren van de 24e november 1963.
De orde kent zes graden:
- Grote Keten van de Militaire Orde van de Toren en het Zwaard

Deze keten wordt alleen aan staatshoofden verleend. De keten bestaat uit geschakelde gouden torens en lauwerkransen. Twee met zwaarden bewapende draken houden het juweel van de Orde vast.  Verder dragen de bezitters van deze Grote Keten de versierselen van een Grootkruis in de orde.
- Grootkruis

De Grootkruisen dragen een kruis van de Orde aan een blauw grootlint over de rechterschouder en de gouden ster van de orde. 
- Grootofficier

De Grootofficieren dragen een gouden ster van de orde
- Commandeur

De Commandeurs dragen een zilveren ster van de orde
- Officier

De Officieren dragen een klein kruis van de orde aan een lint met een klein rozetje.
- Ridder

De Ridders dragen en klein kruis van de orde aan een lint.
Het kleinood van de orde is een vijfpuntige witte ster met een medaillon waarop een zwaard in een lauwerkrans. Op de ring staan nu de woorden" "Valor Lealdade e Mérito". Als verhoging dient een puntige gouden toren met kantelen.
Het lint van de orde is blauw en de Ridders en Officieren dragen daarop een smalle gouden gesp.
Bijzonder aan de Portugese orden is dat alle rangen een kleine keten van de Orde dragen.
De drie militaire orden (Orde van de Toren en het Zwaard, Orde van Aviz en Orde van Sint Jacob van het Zwaard  ) worden , net als in Spanje door een Raad, in Portugal de " Conselho das Antigas Ordens Militares " geheten, bestuurd.